# Stanislav Lobotka
Stanislav Lobotka (Trenčín, Eslovaquia, 25 de noviembre de 1994) es un futbolista eslovaco que juega de centrocampista en el S. S. C. Napoli de la Serie A.

## Trayectoria
Comenzó su carrera en el F. K. A. S. Trenčín eslovaco con el que debutó en la Superliga de Eslovaquia el 4 de marzo de 2012. Durante su estancia en el club eslovaco estuvo cedido en el Jong Ajax el filial del club holandés. Con el filial del Ajax debutó el 13 de julio de 2013 en un amistoso de pretemporada al entrar en el minuto 60 sustituyendo a Christian Eriksen.

### Nordsjælland
En 2015 fichó por el FC Nordsjælland con el que debutó el 30 de agosto de 2015. Desde que llegó al club danés se convirtió en una pieza clave.

### Celta de Vigo

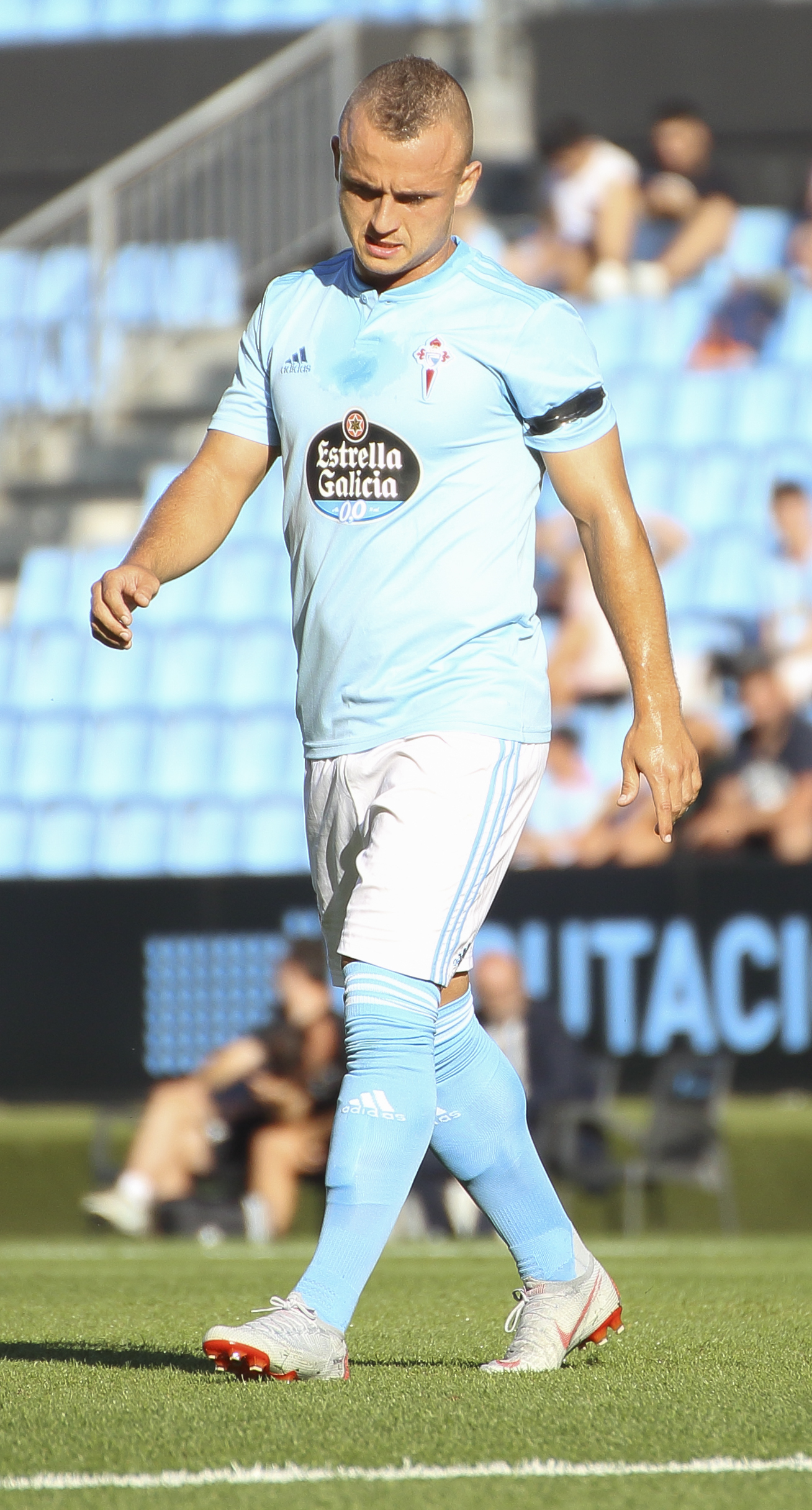
Lobotka con el uniforme del Celta de Vigo, agosto de 2018.

Tras su gran Eurocopa Sub-21 de 2017, con la que incluso se llegó a ganar la denominación del "nuevo Luka Modric", el Real Club Celta de Vigo lo fichó el 15 de julio de 2017 para reforzar el centro del campo celtista.
Debutó con el Celta el 19 de agosto de 2017, dentro de la primera jornada de liga, en la derrota del Celta frente a la Real Sociedad por 2-3. Su primer partido como titular se produjo en la jornada 3 en la victoria del Celta frente al Deportivo Alavés por 1-0. Su gran rendimiento en esa temporada generó que el Inter de Milán presentase una oferta por él durante el mercado invernal, pero la misma fue rechazada.

### Napoli
El 15 de enero de 2020, días después de pasar la revisión médica, se hizo oficial su fichaje por el Napoli italiano tras dos temporadas y media en el equipo vigués. El 21 de enero debutó con la camiseta napolitana en el partido de cuartos de final de la Copa Italia contra la Lazio; fue sustituido a mitad de la primera parte por de Sebastiano Luperto debido a la expulsión de su compañero Elseid Hysaj. Cinco días después debutó en la Serie A en la victoria por 2-1 contra la Juventus de Turín.
Tras un primer año y medio en el que no encontró mucho espacio bajo la dirección de Gennaro Gattuso, a lo largo de la temporada 2021-22 fue más empleado por el nuevo entrenador Luciano Spalletti, marcando su primer gol en la Serie A el 15 de mayo de 2022, en la victoria por 3-0 ante el Genoa.
Comenzó la temporada siguiente anotando un gol en la primera jornada del campeonato, en la victoria por 5-2 como visitante ante el Hellas Verona. Ya consolidado como una pieza clave en la plantilla dirigida por Luciano Spalletti, fue uno de los principales protagonistas de la destacada campaña del Napoli, que culminó con la conquista del Scudetto el 4 de mayo de 2023, tras el empate 1-1 frente al Udinese.
En la temporada 2023-24, a pesar de la alternancia de tres entrenadores en el banquillo del conjunto napolitano, el centrocampista eslovaco se mantuvo como titular fijo, continuando con un rendimiento constante. No obstante, la temporada resultó ser negativa para el equipo, que finalizó el campeonato en la décima posición, quedando fuera de las competiciones europeas por primera vez en catorce años.
En la campaña siguiente, con la llegada de Antonio Conte al banquillo, Lobotka fue nuevamente confirmado como un elemento fundamental en el once titular. El Napoli concluyó la temporada conquistando el cuarto Scudetto de su historia, tras imponerse por 2-0 al Cagliari en la última jornada de la Serie A. Para el centrocampista eslovaco se trató del segundo título liguero con el club, a dos años del anterior.

## Selección nacional
Ha sido internacional con la selección de fútbol de Eslovaquia en las categorías sub-19, sub-21, con la absoluta debutó en 2016. Realizó un gran papel con la selección sub-21 en la Eurocopa Sub-21 de 2017, ya que fue nombrado en dos ocasiones mejor jugador del partido.

### Participaciones en Eurocopas
| Copa          | Sede     | Resultado        | Partidos | Goles |
| ------------- | -------- | ---------------- | -------- | ----- |
| Eurocopa 2020 | Europa   | Primera fase     | 1        | 0     |
| Eurocopa 2024 | Alemania | Octavos de final | 4        | 0     |

## Estadísticas

### Clubes
Actualizado al último partido disputado el 11 de mayo de 2025.
| Club                         | Div.          | Temporada     | Liga  | Liga  | Copas nacionales | Copas nacionales | Copas internacionales | Copas internacionales | Total | Total |
| Club                         | Div.          | Temporada     | Part. | Goles | Part.            | Goles            | Part.                 | Goles                 | Part. | Goles |
| ---------------------------- | ------------- | ------------- | ----- | ----- | ---------------- | ---------------- | --------------------- | --------------------- | ----- | ----- |
| FK AS Trenčín · Eslovaquia   | 1.ª           | 2010-11       | 2     | 0     | 0                | 0                | 0                     | 0                     | 2     | 0     |
| FK AS Trenčín · Eslovaquia   | 1.ª           | 2011-12       | 5     | 0     | 0                | 0                | 0                     | 0                     | 5     | 0     |
| FK AS Trenčín · Eslovaquia   | 1.ª           | 2012-13       | 31    | 2     | 0                | 0                | 0                     | 0                     | 31    | 2     |
| Jong Ajax · Países Bajos     | 2.ª           | 2013-14       | 30    | 3     | ―                | ―                | ―                     | ―                     | 30    | 3     |
| Jong Ajax · Países Bajos     | Total club    | Total club    | 30    | 3     | 0                | 0                | 0                     | 0                     | 30    | 3     |
| FK AS Trenčín · Eslovaquia   | 1.ª           | 2014-15       | 32    | 1     | 4                | 0                | 4                     | 0                     | 40    | 1     |
| FK AS Trenčín · Eslovaquia   | 1.ª           | 2015-16       | 6     | 0     | 0                | 0                | 2                     | 0                     | 8     | 0     |
| FK AS Trenčín · Eslovaquia   | Total club    | Total club    | 76    | 3     | 4                | 0                | 6                     | 0                     | 86    | 3     |
| F. C. Nordsjælland Dinamarca | 1.ª           | 2015-16       | 26    | 0     | 0                | 0                | ―                     | ―                     | 26    | 0     |
| F. C. Nordsjælland Dinamarca | 1.ª           | 2016-17       | 26    | 0     | 1                | 0                | ―                     | ―                     | 27    | 0     |
| F. C. Nordsjælland Dinamarca | Total club    | Total club    | 52    | 0     | 1                | 0                | 0                     | 0                     | 53    | 0     |
| R. C. Celta de Vigo · España | 1.ª           | 2017-18       | 38    | 0     | 3                | 0                | ―                     | ―                     | 41    | 0     |
| R. C. Celta de Vigo · España | 1.ª           | 2018-19       | 31    | 0     | 1                | 0                | ―                     | ―                     | 32    | 0     |
| R. C. Celta de Vigo · España | 1.ª           | 2019-20       | 17    | 0     | 0                | 0                | ―                     | ―                     | 17    | 0     |
| R. C. Celta de Vigo · España | Total club    | Total club    | 86    | 0     | 4                | 0                | 0                     | 0                     | 90    | 0     |
| S. S. C. Napoli · Italia     | 1.ª           | 2019-20       | 14    | 0     | 1                | 0                | 1                     | 0                     | 16    | 0     |
| S. S. C. Napoli · Italia     | 1.ª           | 2020-21       | 15    | 0     | 3                | 0                | 5                     | 0                     | 23    | 0     |
| S. S. C. Napoli · Italia     | 1.ª           | 2021-22       | 23    | 1     | 1                | 0                | 2                     | 0                     | 26    | 1     |
| S. S. C. Napoli · Italia     | 1.ª           | 2022-23       | 38    | 1     | 1                | 0                | 10                    | 0                     | 49    | 1     |
| S. S. C. Napoli · Italia     | 1.ª           | 2023-24       | 38    | 0     | 3                | 0                | 8                     | 0                     | 49    | 0     |
| S. S. C. Napoli · Italia     | 1.ª           | 2024-25       | 32    | 0     | 3                | 0                | ―                     | ―                     | 35    | 0     |
| S. S. C. Napoli · Italia     | Total club    | Total club    | 160   | 2     | 12               | 0                | 26                    | 0                     | 198   | 2     |
| Total carrera                | Total carrera | Total carrera | 404   | 8     | 21               | 0                | 32                    | 0                     | 457   | 8     |

## Palmarés

### Títulos nacionales
| Título      | Club            | País   | Año  |
| ----------- | --------------- | ------ | ---- |
| Copa Italia | S. S. C. Napoli | Italia | 2020 |
| Serie A     | S. S. C. Napoli | Italia | 2023 |
| Serie A     | S. S. C. Napoli | Italia | 2025 |